# Krummendeich
Krummendeich est une commune allemande de l'arrondissement de Stade, Land de Basse-Saxe.